# Абдель Халик Сарват-паша
Абдель Халик Сарват-паша (араб. عبد الخالق ثروت باشا‎; 31 марта 1873, Каир — 22 сентября 1928, Париж) — египетский государственный и политический деятель, дважды занимавший пост премьер-министра Египта (1 марта 1922 — 30 ноября 1922, 26 апреля 1927—16 марта 1928), министр юстиции (1914—1919), министр иностранных дел Египта (1922, 1926—1927), министр внутренних дел (1922, 1927—1928), генеральный прокурор (1908—1914), юрист, судья, прокурор.

## Биография
Турецкого происхождения. Родился в семье министра финансов. Окончил юридический факультет и начал судебную карьеру в 1893 году.
26 лет проработал в Министерстве юстиции страны, занимая, в частности, должности секретаря Судебно-ревизионного комитета министерства, окружного прокурора, судьи и генерального прокурора.
В 1907 году был назначен губернатором мухафазы Асьют.
В 1912 году стал первым египтянином, занявшим пост генерального прокурора после британской колонизации Египта.
В 1914 г. был назначен министром юстиции (5 апреля 1914 — 22 апреля 1919). В качестве министра инициировал принятие законов и поправок, обеспечивающих защиту обвиняемых, ввёл руководящие принципы для апелляций.
Сыграл важную роль в событиях, приведших к британской односторонней декларации независимости Египта, ключевому моменту в истории современного Египта.
Занимал ответственные посты: министра иностранных дел Египта (1922, 1926—1927) и министра внутренних дел (1922, 1927—1928). 
С 1 марта 1922 по 30 ноября 1922 и с 26 апреля 1927 по 16 марта 1928 года работал премьер-министром Египта.